# Vesicularia thermophila
Vesicularia thermophila är en bladmossart som beskrevs av Fleischer 1923. Vesicularia thermophila ingår i släktet Vesicularia och familjen Hypnaceae. Inga underarter finns listade i Catalogue of Life.